# Pedro Fernández de Andrade
Pedro o Pero Fernández de Andrade (c. 1350 -), VIII señor de Andrade en 1397, fue el II señor de Puentedeume, Ferrol y Villalba.

## Familia
Era hijo de Juan Freire de Andrade (c. 1320 -), VII señor de Andrade, y de su esposa María Alfonso, y hermano mayor de Rodrigo Afonso de Andrade y João Freire de Andrade.
Sucedió a su tío Fernán Pérez de Andrade, el Bueno, quien murió sin descendencia masculina a pesar de tener un hijo que murió joven. Su tío Fernán Pérez de Andrade lo nombró sucesor en su testamento de 23 de febrero de 1397.
En 1387 fue comendador del monasterio de San Juán de Caaveiro: «Vos o pedro fernande sodes natural e tal e tan boo que sabemos que nos defenderedes ben. E outrosy por quanto este comenda ja dita fuy sempre dos señores do castel dandrade onde vos viides os quaes de aqui sempre foron comendeyros e herdaron o dito moesteiro de muytas heredades e casares e fezeron en o dito moesteri muytas boos conparamentos e defenderon os do dito couto e os seus bees en tempos de guerra.».

## La granja de Reparada
Poco se sabe de este caballero, cuyo mandato, efímero, no es muy importante. Quizás el hecho más destacable sea la usurpación de la finca de Reparada (luego Cobas) que era dominio de los monjes de Sobrado. La finca fue fundada por estos monjes con donaciones hechas por el rey Fernando II por un privilegio concedido en La Coruña el 15 de febrero de 1158.
La ganadería de Reparada aumentó su importancia debido a otro privilegio otorgado por el rey Sancho el Bravo en Lugo en 1286, por el que concedía al monasterio de Sobrado una décima parte de la ballena que se mataba en el puerto de Prioiro, perteneciente a la finca de Reparada.
Como el coto de Reparada lindaba con Ferrol, que era señorío de los Andrade, siempre intentaron ampliar sus dominios con las propiedades de la granja. El rey Juan I se vio obligado a exhortar a Pedro Fernández de Andrade a devolver la propiedad de la finca a los monjes. Sin embargo, sus descendientes siempre intentaron apoderarse de la finca o, al menos, de la mejor parte: el puerto y la montaña de Prioiro. Cansados de pelear con los monjes de Andrade, acabaron cediendo el mencionado puerto que aún poseían sus descendientes a principios del siglo XIX hasta que se abolieron los derechos señoriales.

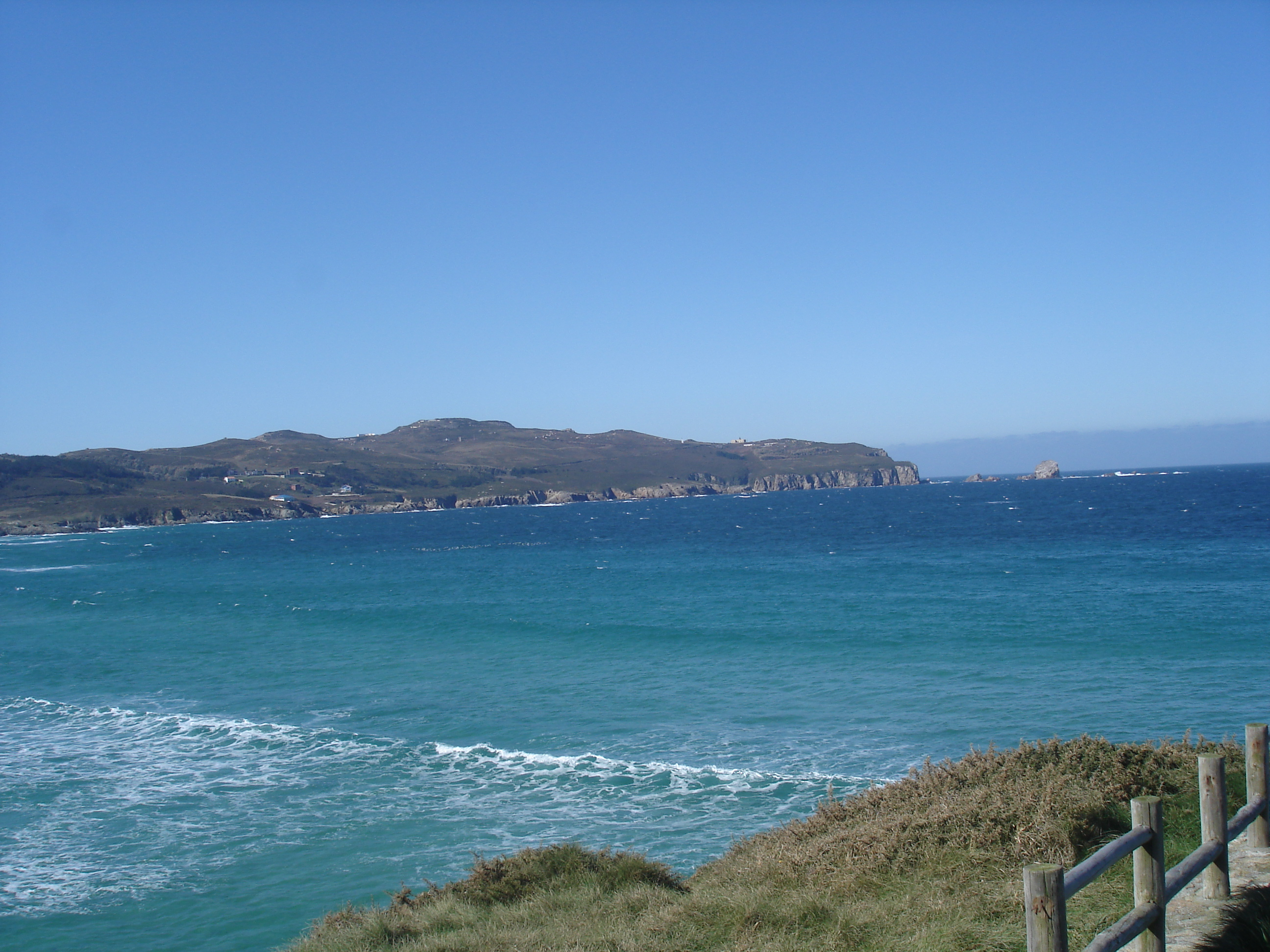
Cabo Prior, en la antigua granja Reparada.

## Caza de ballenas en Galicia
El puerto de Prioiro fue uno de los que existieron en la Edad Media para la matanza de las ballenas que se capturaban en las costas gallegas. Su mayor desarrollo lo alcanzó en los siglos XIII y XIV y eran principalmente pescadores vizcaínos los que trabajaban.
La corona tenía los derechos sobre el diezmo del balaje, por lo que podía hacer cesiones de ese derecho, como hizo Sancho el Bravo con los monjes de Sobrado. Los balleneros han intentado muchas veces liberarse de este impuesto sin conseguirlo, dando lugar a curiosos pleitos.
La caza de ballenas estaba disminuyendo por varias razones que llevaron a la sobrepesca: aumentó el número de barcos, incluso llegaron barcos franceses; los puertos balleneros habían aumentado considerablemente y los barcos habían aumentado su tonelaje.

## Matrimonio y sucesión
Pedro Fernández de Andrade se casó alrededor de 1373 con Mencía de Meira con quien tuvo dos hijos: Nuño Freire de Andrade, el Malo, que le sucedería en los latifundios, y Pedro Fernández de Andrade. Murió en 1407. Se sabe por documento del 5 de noviembre de 1433 que su viuda, Mencía de Meira, aún vivía en esa fecha en sus casas de Betanzos.